# Can Uğurluer
Can Uğurluer (* 1970 in Istanbul) ist ein ehemaliger türkischer Popsänger.

## Leben und Wirken
Er gewann 1991 zusammen mit Reyhan Karaca und İzel Çeliköz die türkische Vorauswahl zum Eurovision Song Contest und durfte daher beim Concorso Eurovisione della Canzone 1991 in Rom teilnehmen. Mit dem Popsong İki Dakika erreichte das Trio den zwölften Platz. In jenem Jahr erschien sein einziges Album namens Kim Kim.

## Diskografie

### Alben
- 1991: Kim Kim

### Singles
- 1991: İki Dakika (mit İzel Çeliköz & Reyhan Karaca)